# Urgleptes querci
Urgleptes querci är en skalbaggsart som först beskrevs av Fitch 1859.  Urgleptes querci ingår i släktet Urgleptes och familjen långhorningar. Inga underarter finns listade i Catalogue of Life.